# Marché aux poissons
Ne doit pas être confondu avec Halle à marée, Criée ou Marché aux poissons (Bueckelaer).

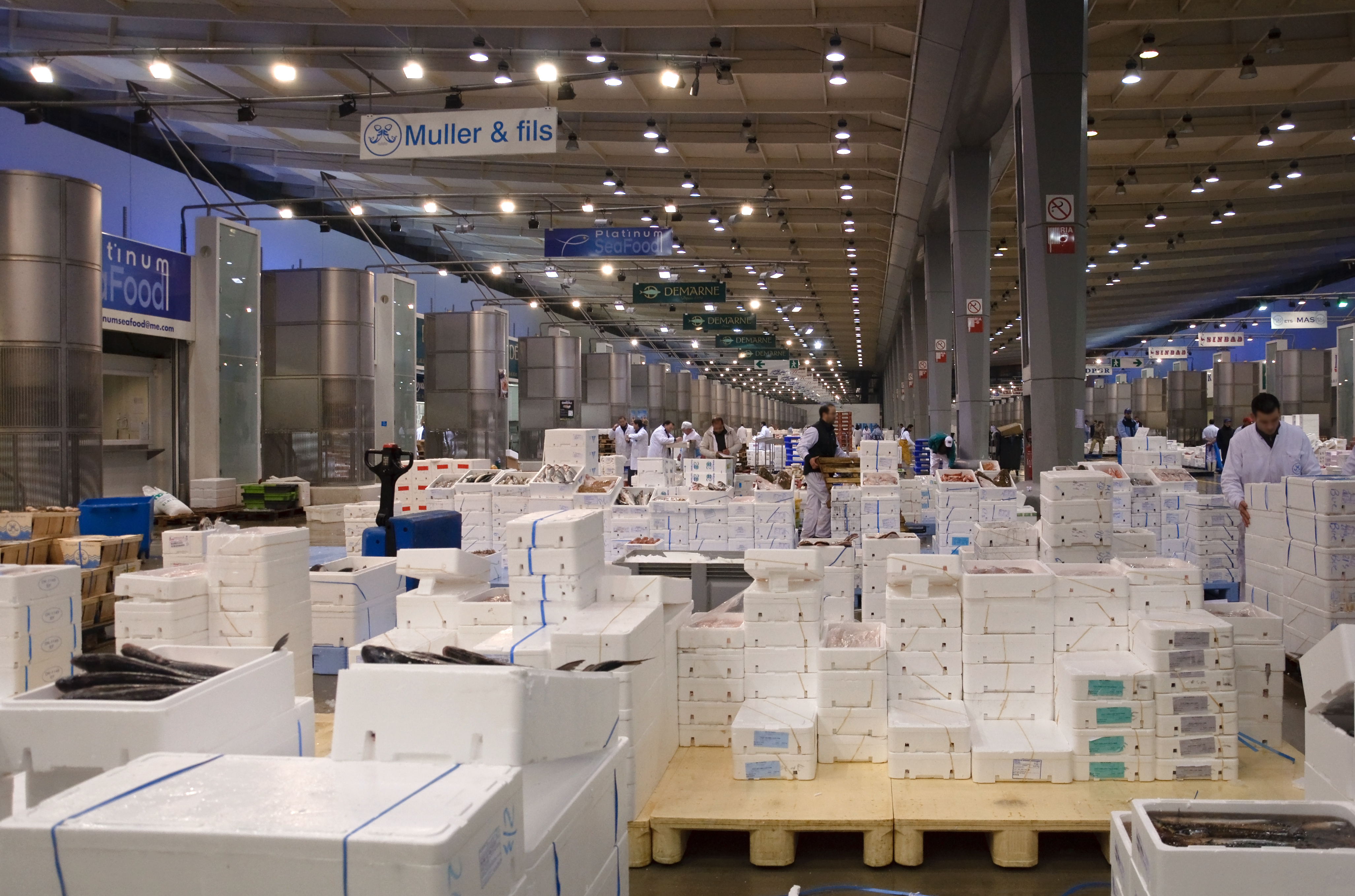
Le pavillon de la marée du marché international de Rungis en 2011

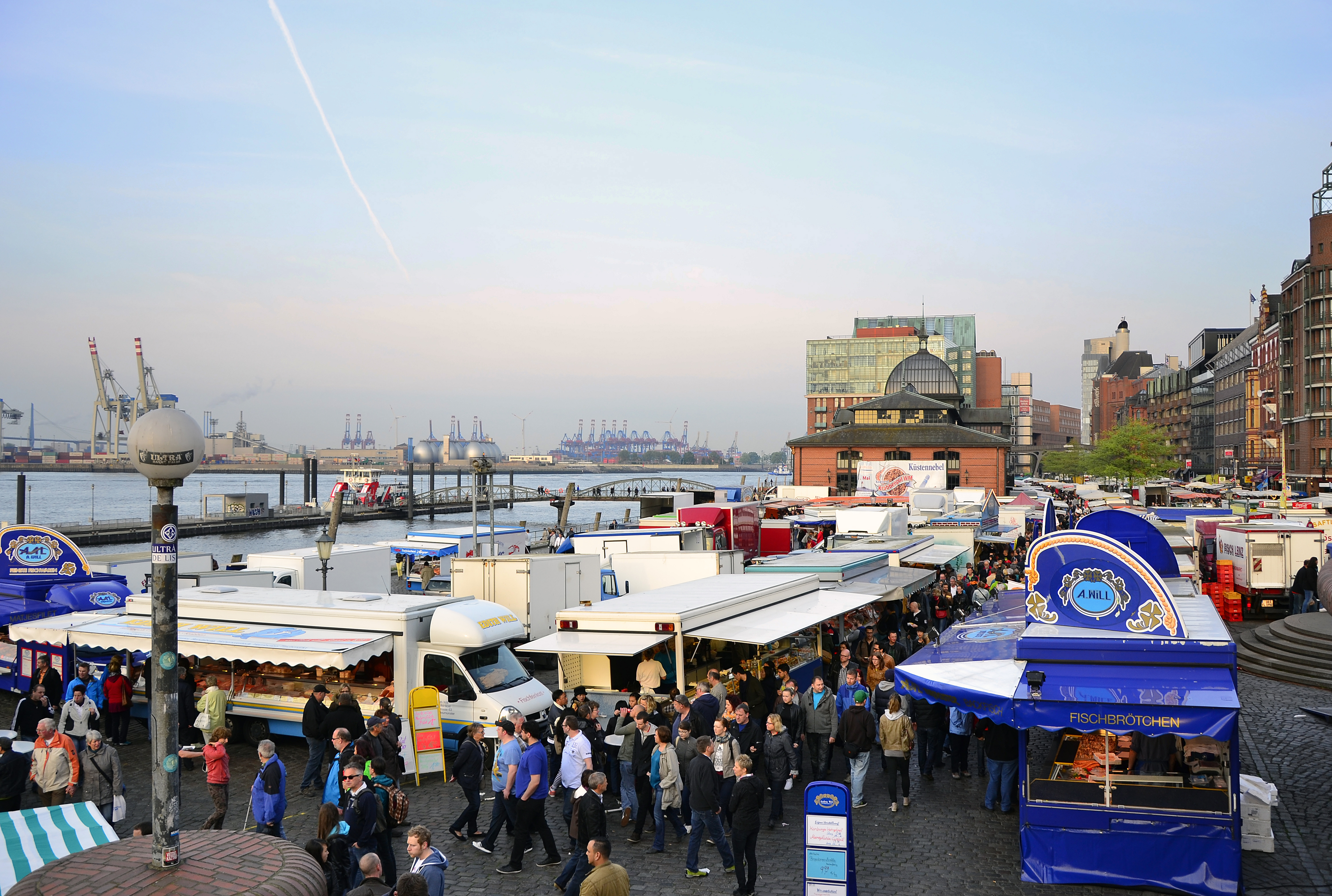
Marché aux poissons (Fischmarkt) de Hambourg en 2014

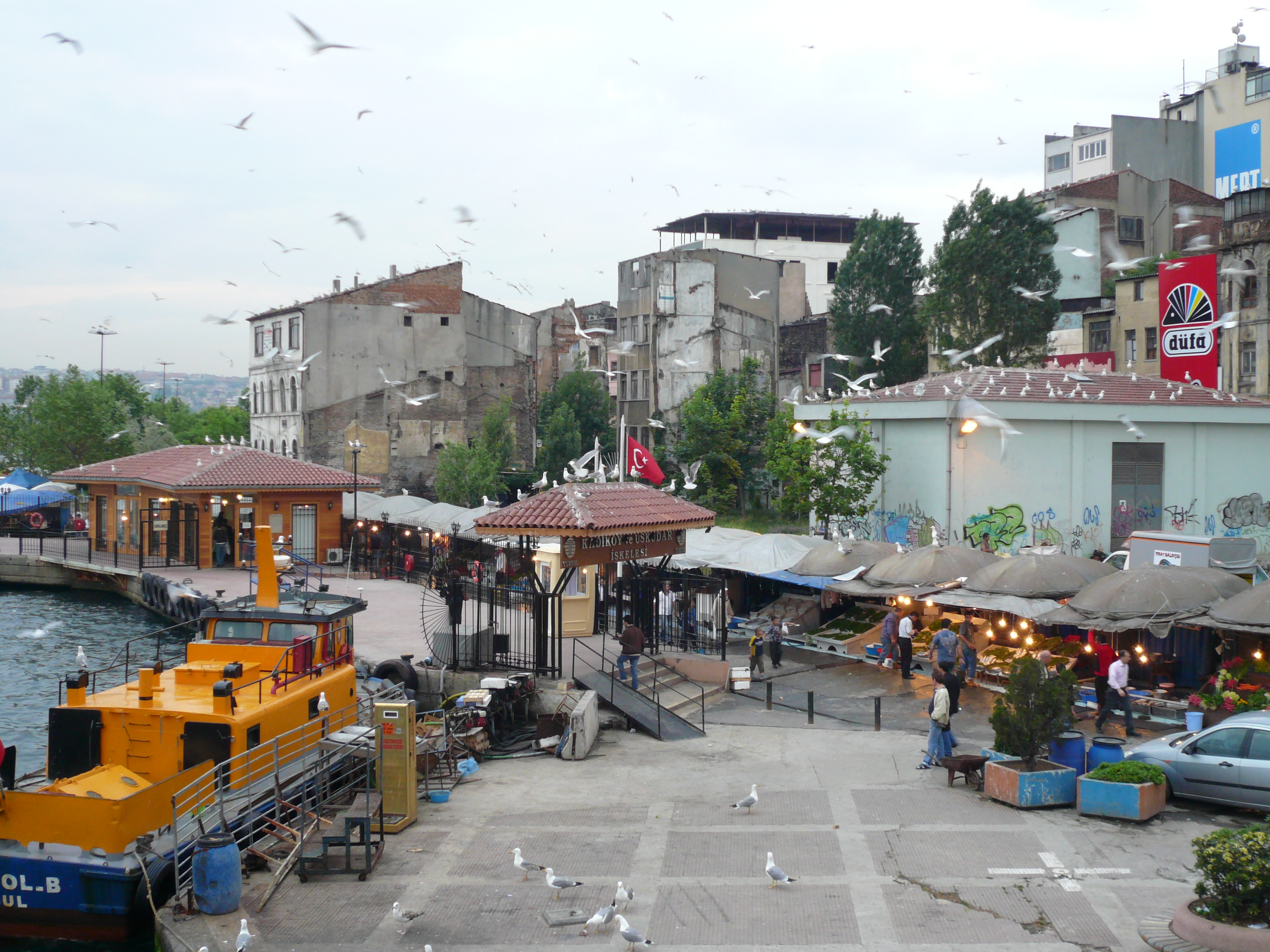
Marché aux poissons (Balık pazarı) de Karaköy à Istanbul en 2009

Un marché aux poissons est un lieu d'achat et de vente de poissons, de fruits de mer et d'autres produits. Il peut comporter pour les plus importants d'entre eux une halle à marée ou criée.
Contrairement aux marchés de gros, les marchés aux poissons réalisent à la fois de la vente en gros et au détail à destination de particuliers ou d'autres détaillants. Les poissons vendus peuvent être à la fois des poissons de mer ou d'eau douce. Par exemple le marché aux poissons de Lyon a vendu en 1931 3 000 tonnes de poissons, autant d'eau de mer que d'eau douce, en raison des ressources importantes constitués par des lacs et cours d'eau autour de la ville.

## Marchés aux poissons célèbres
- Marché aux poissons de Tsukiji, au Japon, le plus grand du monde, remplacé en 2018 par celui de Toyosu ;
- Marché aux poissons de Noryangjin à Séoul ;
- Marché de gros de fruits de mer de Huanan à Wuhan ;
- Fulton Fish Market, près de New York ;
- Old Billingsgate Market, ancien marché aux poissons à Londres.

## Toponymie
De nombreuses localités ont pris le nom de marché aux poissons dans différents pays.
En Allemagne et dans d'autres pays germanophones :
- Le Fischmarkt est le centre historique de la ville d'Erfurt en Thuringe
- Le Fischmarkt est une place où se situe l'Église Saint-Martin à Cologne en Rhénanie-du-Nord-Westphalie
- Le Fischmarkt est une place de la ville d'Alzey en Rhénanie-Palatinat, sur le Rhin
- Am Fischmarkt est le nom de la place de la Chambre à Metz pendant l'occupation allemande en France de 1940 à 1944
- Am Fischmarkt à Bâle, en Suisse

Au Luxembourg, le Marché-aux-Poissons est une place de la capitale, Luxembourg.
En Turquie, il existe des marchés aux poissons (Balık pazarı ou Balık çarşısı) à Istanbul à Karaköy, Kabataş et Üsküdar.